# ميتش هولمز
ميتش هولمز (بالإنجليزية: Mitch Holmes)‏ هو سياسي أمريكي، ولد في 28 يونيو 1962. حزبياً، نشط في الحزب الجمهوري. وقد انتخب عضو مجلس نواب كنساس.

## وصلات خارجية
- الموقع الرسمي